# WNBA 2014
Die Saison 2014 ist die 18. Saison der Women’s National Basketball Association (WNBA). Die reguläre Saison begann am 16. Mai 2014 mit zwei gleichzeitigen Auftaktpartien. Nach Abschluss der regulären Saison, die bis zum 17. August 2014 ausgetragen wurde, begannen die Playoffs um die WNBA-Meisterschaft. Den Titel gewannen die Phoenix Mercury.

## Draft
Am 10. Dezember 2013 fand eine Lotterie über die Auswahlreihenfolge der ersten vier Picks statt. Bei der Lotterie sicherte sich der Connecticut Sun vor dem New York Liberty und den Tulsa Shock den ersten Draft-Pick. Die San Antonio Silver Stars, die die zweitaussichtsreichste Chance auf das erste Wahlrechten hatten, wurde nur der vierte Draft-Pick zugeteilt.
Der WNBA Draft 2014 fand schließlich am 14. April 2014 statt, bei dem der Sun als ersten Pick die US-amerikanische Chiney Ogwumike auswählten. Danach sicherten sich die Shock die Rechte an der US-Amerikanerin Odyssey Sims. Insgesamt sicherten sich die 12 Franchises die Rechte an 36 Spielerinnen. Den Hauptanteil mit 30 Spielerinnen stellten die Vereinigten Staaten.

### Top-5-Picks
Abkürzungen: Pos = Position, G = Guard, F = Forward, C = Center

| #  | Spielerin       | Nationalität       | Pos | WNBA-Mannschaft          | College/Profi-Team       |
| -- | --------------- | ------------------ | --- | ------------------------ | ------------------------ |
| 1. | Chiney Ogwumike | Vereinigte Staaten | F   | Connecticut Sun          | Stanford University      |
| 2. | Odyssey Sims    | Vereinigte Staaten | G   | Tulsa Shock              | Baylor University        |
| 3. | Kayla McBride   | Vereinigte Staaten | G/F | San Antonio Silver Stars | University of Notre Dame |
| 4. | Alyssa Thomas   | Vereinigte Staaten | F   | New York Liberty         | University of Maryland   |
| 5. | Natasha Howard  | Vereinigte Staaten | F   | Indiana Fever            | Florida State University |

## Reguläre Saison

### Modus
Die 12 WNBA-Mannschaften sind in zwei Conferences aufgeteilt, wobei die Eastern Conference und die Western Conference jeweils sechs Mannschaften umfassen. Insgesamt bestreitet jede Mannschaft im Verlauf der regulären Saison 34 Saison-Spiele, davon bestreitet jede Mannschaft die Hälfte der Spiele zu Hause bzw. Auswärts. Innerhalb der eigenen Conference spielen die Mannschaften gegen zwei Mannschaften insgesamt fünf Mal und gegen die restlichen drei Mannschaften vier Mal gegeneinander. Außerdem spielt jede Mannschaft noch zwei weitere Spiele gegen jede Mannschaft aus der anderen Conference.

### All-Star Game 2014
- Hauptartikel: All-Star Game 2014

Das 12. All-Star Game der WNBA wurde am 19. Juli 2014 in der US Airways Center in Phoenix, Arizona ausgetragen. Die Ligaführung vergab am 22. Januar 2014 das Spiel an die Phoenix Mercury, die bereits 2000 Gastgeber waren. Wie in den vergangenen Jahren trat dabei eine Auswahl der besten Spielerinnen der Eastern Conference gegen jene der Western Conference an. Es gewann die Mannschaft der Eastern Conference mit 125:124 nach Verlängerung, was eine Rekordpunktzahl für ein WNBA All-Star Game darstellte. Gleich drei Spielerinnen übertrafen dabei die bisherige individuelle Punkte-Bestmarke, darunter Shoni Schimmel, die als erster Rookie zum MVP eines WNBA All-Star Game gewählt wurde.
| 19. Juli 2014 | Zusammenfassung | Eastern Conference                                                   | 125 – 124 | Western Conference                                                             | US Airways Center, Phoenix, Arizona Zuschauer: 14.685 Schiedsrichter: - Daryl Humphrey - Maj Forsberg - Michael Price |
| 19. Juli 2014 | Zusammenfassung | Punkte pro Viertel: 27:28, 30:25, 28:33, 27:26. Overtime/s: 13:12    |           |                                                                                | US Airways Center, Phoenix, Arizona Zuschauer: 14.685 Schiedsrichter: - Daryl Humphrey - Maj Forsberg - Michael Price |
| 19. Juli 2014 | Zusammenfassung | Punkte: Schimmel (29) Rebounds: Catchings (13) Assists: Schimmel (8) |           | Punkte: Diggins (27); Moore (24) Rebounds: N. Okwumike (11) Assists: Moore (8) | US Airways Center, Phoenix, Arizona Zuschauer: 14.685 Schiedsrichter: - Daryl Humphrey - Maj Forsberg - Michael Price |
| 19. Juli 2014 | Zusammenfassung |                                                                      |           |                                                                                | US Airways Center, Phoenix, Arizona Zuschauer: 14.685 Schiedsrichter: - Daryl Humphrey - Maj Forsberg - Michael Price |

### Abschlusstabellen
Erläuterungen:       = Playoff-Qualifikation,       = Conference-Sieger
| Pl | Team               | Sp | S  | N  | %    | GB  | Heim | Auswärts |
| -- | ------------------ | -- | -- | -- | ---- | --- | ---- | -------- |
| 1  | Atlanta Dream      | 34 | 19 | 15 | 55,9 | –   | 13:4 | 6:11     |
| 2  | Indiana Fever      | 34 | 16 | 18 | 47,1 | 3,0 | 7:10 | 9:8      |
| 3  | Washington Mystics | 34 | 16 | 18 | 47,1 | 3,0 | 8:9  | 8:9      |
| 4  | Chicago Sky        | 34 | 15 | 19 | 44,1 | 4,0 | 9:8  | 6:11     |
| 5  | New York Liberty   | 34 | 15 | 19 | 44,1 | 4,0 | 10:7 | 5:12     |
| 6  | Connecticut Sun    | 34 | 13 | 21 | 38,2 | 6,0 | 9:8  | 4:13     |

| Pl | Team               | Sp | S  | N  | %    | GB   | Heim | Auswärts |
| -- | ------------------ | -- | -- | -- | ---- | ---- | ---- | -------- |
| 1  | Phoenix Mercury    | 34 | 29 | 5  | 85,3 | –    | 16:1 | 13:4     |
| 2  | Minnesota Lynx     | 34 | 25 | 9  | 73,5 | 4,0  | 15:2 | 10:7     |
| 3  | San Antonio Stars  | 34 | 16 | 18 | 47,1 | 13,0 | 8:9  | 8:9      |
| 4  | Los Angeles Sparks | 34 | 16 | 18 | 47,1 | 13,0 | 7:10 | 9:8      |
| 5  | Seattle Storm      | 34 | 12 | 22 | 35,3 | 17,0 | 8:9  | 4:13     |
| 6  | Tulsa Shock        | 34 | 12 | 22 | 35,3 | 17,0 | 8:9  | 4:13     |

## Playoffs

### Modus
Nachdem sich aus jeder Conference die vier Mannschaften qualifiziert haben, starten die im K.-o.-System ausgetragenen Playoffs. Jede Conference spielt in der Folge in den Conference Semifinals (dt. Conference Halbfinale) und im Conference Final (dt. Conference-Finale) ihren Sieger aus, der dann in den Finals antritt. Dabei trifft die auf der Setzliste am höchsten befindliche Mannschaft immer auf die niedrigst gesetzte. Die Serien innerhalb der Conference werden im Best-of-Three-Modus ausgespielt, das heißt, dass ein Team zwei Siege zum Erreichen der nächsten Runde benötigt. Das Finale wird im Best-of-Five-Modus ausgetragen. Die Mannschaft mit der besseren Bilanz hat dabei in allen Duellen immer den Heimvorteil. Bei Spielen, die nach der regulären Spielzeit von 40 Minuten unentschieden bleiben, folgt die Overtime. Die Viertel dauern weiterhin zehn Minuten und es wird so lange gespielt, bis eine Mannschaft nach Ende einer Overtime mehr Punkte als die gegnerische Mannschaft erzielt hat.

### Playoff-Baum
| Conference Semifinals | Conference Semifinals | Conference Semifinals |    |                 | Conference Finals | Conference Finals | Conference Finals |  |  | WNBA-Finals | WNBA-Finals | WNBA-Finals |
|                       |                       |                       |    |                 |                   |                   |                   |  |  |             |             |             |
| 1                     | Atlanta Dream         | 1                     |    |                 |                   |                   |                   |  |  |             |             |             |
| 4                     | Chicago Sky           | 2                     |    |                 |                   |                   |                   |  |  |             |             |             |
| 4                     | Chicago Sky           | 2                     | 4  | Chicago Sky     | 2                 |                   |                   |  |  |             |             |             |
| Eastern Conference    |                       |                       | 4  | Chicago Sky     | 2                 |                   |                   |  |  |             |             |             |
|                       | 2                     | Indiana Fever         | 1  |                 |                   |                   |                   |  |  |             |             |             |
| 2                     | 2                     | Indiana Fever         | 1  | Indiana Fever   | 2                 |                   |                   |  |  |             |             |             |
| 2                     |                       |                       |    | Indiana Fever   | 2                 |                   |                   |  |  |             |             |             |
| 3                     | Washington Mystics    | 0                     |    |                 |                   |                   |                   |  |  |             |             |             |
| 3                     | Washington Mystics    | 0                     | E4 | Chicago Sky     | 0                 |                   |                   |  |  |             |             |             |
|                       |                       |                       |    | Chicago Sky     | 0                 |                   |                   |  |  |             |             |             |
|                       | W1                    | Phoenix Mercury       | 3  |                 |                   |                   |                   |  |  |             |             |             |
| 1                     | W1                    | Phoenix Mercury       | 3  | Phoenix Mercury | 2                 |                   |                   |  |  |             |             |             |
| 1                     |                       |                       |    | Phoenix Mercury | 2                 |                   |                   |  |  |             |             |             |
| 4                     | Los Angeles Sparks    | 0                     |    |                 |                   |                   |                   |  |  |             |             |             |
| 4                     | Los Angeles Sparks    | 0                     | 1  | Phoenix Mercury | 2                 |                   |                   |  |  |             |             |             |
| Western Conference    |                       |                       | 1  | Phoenix Mercury | 2                 |                   |                   |  |  |             |             |             |
|                       | 2                     | Minnesota Lynx        | 1  |                 |                   |                   |                   |  |  |             |             |             |
| 2                     | 2                     | Minnesota Lynx        | 1  | Minnesota Lynx  | 2                 |                   |                   |  |  |             |             |             |
| 2                     |                       |                       |    | Minnesota Lynx  | 2                 |                   |                   |  |  |             |             |             |
| 3                     | San Antonio Stars     | 0                     |    |                 |                   |                   |                   |  |  |             |             |             |

### Conference Semifinals

#### Eastern Conference

##### (1) Atlanta Dream – (4) Chicago Sky
| 22. August 2014 | Bericht | Atlanta Dream 77, Chicago Sky 80                              | Atlanta Dream 77, Chicago Sky 80 | Atlanta Dream 77, Chicago Sky 80                                             | Philips Arena, Atlanta Zuschauer: 5.985 Schiedsrichter: Lamont Simpson, Lauren Holtkamp, Byron Jarrett |
| 22. August 2014 | Bericht | Punkte pro Viertel: 23–18, 14–18, 21–21, 19–23                |                                  |                                                                              | Philips Arena, Atlanta Zuschauer: 5.985 Schiedsrichter: Lamont Simpson, Lauren Holtkamp, Byron Jarrett |
| 22. August 2014 | Bericht | Punkte: McCoughtry 24 Rebounds: Lyttle 14 Assists: Schimmel 6 |                                  | Punkte: Delle Donne 21 Rebounds: Fowles 14 Assists: Prince, Vandersloot je 7 | Philips Arena, Atlanta Zuschauer: 5.985 Schiedsrichter: Lamont Simpson, Lauren Holtkamp, Byron Jarrett |
| 22. August 2014 | Bericht | 0:1                                                           |                                  |                                                                              | Philips Arena, Atlanta Zuschauer: 5.985 Schiedsrichter: Lamont Simpson, Lauren Holtkamp, Byron Jarrett |

| 24. August 2014 | Bericht | Chicago Sky 83, Atlanta Dream 92                                                 | Chicago Sky 83, Atlanta Dream 92 | Chicago Sky 83, Atlanta Dream 92                                      | Allstate Arena, Chicago Zuschauer: 4.546 Schiedsrichter: Roy Gulbeyan, Sue Blauch, Denise Brooks |
| 24. August 2014 | Bericht | Punkte pro Viertel: 22–24, 21–20, 18–24, 22–24                                   |                                  |                                                                       | Allstate Arena, Chicago Zuschauer: 4.546 Schiedsrichter: Roy Gulbeyan, Sue Blauch, Denise Brooks |
| 24. August 2014 | Bericht | Punkte: Delle Donne 22 Rebounds: Delle Donne, Fowles je 6 Assists: Vandersloot 8 |                                  | Punkte: McCoughtry 39 Rebounds: Lyttle, Thomas je 7 Assists: Thomas 6 | Allstate Arena, Chicago Zuschauer: 4.546 Schiedsrichter: Roy Gulbeyan, Sue Blauch, Denise Brooks |
| 24. August 2014 | Bericht | 1:1                                                                              |                                  |                                                                       | Allstate Arena, Chicago Zuschauer: 4.546 Schiedsrichter: Roy Gulbeyan, Sue Blauch, Denise Brooks |

| 26. August 2014 | Bericht | Atlanta Dream 80, Chicago Sky 81                            | Atlanta Dream 80, Chicago Sky 81 | Atlanta Dream 80, Chicago Sky 81                                            | Philips Arena, Atlanta Zuschauer: 4.829 Schiedsrichter: Michael Price, Eric Brewton, Amy Bonner |
| 26. August 2014 | Bericht | Punkte pro Viertel: 30–17, 24–24, 13–10, 13–30              |                                  |                                                                             | Philips Arena, Atlanta Zuschauer: 4.829 Schiedsrichter: Michael Price, Eric Brewton, Amy Bonner |
| 26. August 2014 | Bericht | Punkte: de Souza 18 Rebounds: Lyttle 13 Assists: Schimmel 6 |                                  | Punkte: Delle Donne 34 Rebounds: Fowles 15 Assists: Young, Vandersloot je 5 | Philips Arena, Atlanta Zuschauer: 4.829 Schiedsrichter: Michael Price, Eric Brewton, Amy Bonner |
| 26. August 2014 | Bericht | 1:2                                                         |                                  |                                                                             | Philips Arena, Atlanta Zuschauer: 4.829 Schiedsrichter: Michael Price, Eric Brewton, Amy Bonner |

##### (2) Indiana Fever – (3) Washington Mystics
| 21. August 2014 | Bericht | Indiana Fever 78, Washington Mystics 73                                   | Indiana Fever 78, Washington Mystics 73 | Indiana Fever 78, Washington Mystics 73              | Bankers Life Fieldhouse, Indianapolis Zuschauer: 5.576 Schiedsrichter: Daryl Humphrey, Tom Mauer, Denise Brooks |
| 21. August 2014 | Bericht | Punkte pro Viertel: 22–13, 8–23, 17–14, 31–23                             |                                         |                                                      | Bankers Life Fieldhouse, Indianapolis Zuschauer: 5.576 Schiedsrichter: Daryl Humphrey, Tom Mauer, Denise Brooks |
| 21. August 2014 | Bericht | Punkte: Catchings 22 Rebounds: Larkins 11 Assists: vier Spielerinnen je 2 |                                         | Punkte: Latta 22 Rebounds: Vaughn 8 Assists: Latta 5 | Bankers Life Fieldhouse, Indianapolis Zuschauer: 5.576 Schiedsrichter: Daryl Humphrey, Tom Mauer, Denise Brooks |
| 21. August 2014 | Bericht | 1:0                                                                       |                                         |                                                      | Bankers Life Fieldhouse, Indianapolis Zuschauer: 5.576 Schiedsrichter: Daryl Humphrey, Tom Mauer, Denise Brooks |

| 23. August 2014 | Bericht | Washington Mystics 76, Indiana Fever 81                           | Washington Mystics 76, Indiana Fever 81 | Washington Mystics 76, Indiana Fever 81                                    | Verizon Center, Washington Zuschauer: 6.124 Schiedsrichter: Eric Brewton, Cameron Inouye, Tony Dawkins |
| 23. August 2014 | Bericht | Punkte pro Viertel: 12–16, 15–14, 26–21, 13–15. Overtime/s: 10–15 |                                         |                                                                            | Verizon Center, Washington Zuschauer: 6.124 Schiedsrichter: Eric Brewton, Cameron Inouye, Tony Dawkins |
| 23. August 2014 | Bericht | Punkte: Lawson 16 Rebounds: Meesseman 10 Assists: Hartley 5       |                                         | Punkte: Catchings 26 Rebounds: Catchings, Larkins je 11 Assists: January 7 | Verizon Center, Washington Zuschauer: 6.124 Schiedsrichter: Eric Brewton, Cameron Inouye, Tony Dawkins |
| 23. August 2014 | Bericht | 0:2                                                               |                                         |                                                                            | Verizon Center, Washington Zuschauer: 6.124 Schiedsrichter: Eric Brewton, Cameron Inouye, Tony Dawkins |

#### Western Conference

##### (1) Phoenix Mercury – (4) Los Angeles Sparks
| 22. August 2014 | Bericht | Phoenix Mercury 75, Los Angeles Sparks 72                          | Phoenix Mercury 75, Los Angeles Sparks 72 | Phoenix Mercury 75, Los Angeles Sparks 72                                    | US Airways Center, Phoenix Zuschauer: 11.591 Schiedsrichter: Sue Blauch, Thomas Nunez, Billy Smith |
| 22. August 2014 | Bericht | Punkte pro Viertel: 13–12, 22–22, 21–19, 19–19                     |                                           |                                                                              | US Airways Center, Phoenix Zuschauer: 11.591 Schiedsrichter: Sue Blauch, Thomas Nunez, Billy Smith |
| 22. August 2014 | Bericht | Punkte: Taurasi 34 Rebounds: Dupree, Griner je 7 Assists: Taylor 7 |                                           | Punkte: Parker 22 Rebounds: Parker, Lavender je 7 Assists: Parker, Toliver 4 | US Airways Center, Phoenix Zuschauer: 11.591 Schiedsrichter: Sue Blauch, Thomas Nunez, Billy Smith |
| 22. August 2014 | Bericht | 1:0                                                                |                                           |                                                                              | US Airways Center, Phoenix Zuschauer: 11.591 Schiedsrichter: Sue Blauch, Thomas Nunez, Billy Smith |

| 24. August 2014 | Bericht | Los Angeles Sparks 68, Phoenix Mercury 93                 | Los Angeles Sparks 68, Phoenix Mercury 93 | Los Angeles Sparks 68, Phoenix Mercury 93                            | Staples Center, Los Angeles Zuschauer: 7.449 Schiedsrichter: Michael Price, Jeff Wooten, Maj Forsberg |
| 24. August 2014 | Bericht | Punkte pro Viertel: 14–30, 19–22, 18–23, 18–17            |                                           |                                                                      | Staples Center, Los Angeles Zuschauer: 7.449 Schiedsrichter: Michael Price, Jeff Wooten, Maj Forsberg |
| 24. August 2014 | Bericht | Punkte: Parker 21 Rebounds: Ogwumike 6 Assists: Toliver 9 |                                           | Punkte: Griner 21 Rebounds: Dupree 8 Assists: Taurasi, Phillips je 7 | Staples Center, Los Angeles Zuschauer: 7.449 Schiedsrichter: Michael Price, Jeff Wooten, Maj Forsberg |
| 24. August 2014 | Bericht | 0:2                                                       |                                           |                                                                      | Staples Center, Los Angeles Zuschauer: 7.449 Schiedsrichter: Michael Price, Jeff Wooten, Maj Forsberg |

##### (2) Minnesota Lynx – (3) San Antonio Stars
| 21. August 2014 | Bericht | Minnesota Lynx 88, San Antonio Stars 84                            | Minnesota Lynx 88, San Antonio Stars 84 | Minnesota Lynx 88, San Antonio Stars 84                    | Target Center, Minneapolis Zuschauer: 8.523 Schiedsrichter: Michael Price, Jeff Smith, Maj Forsberg |
| 21. August 2014 | Bericht | Punkte pro Viertel: 24–16, 16–14, 25–23, 23–31                     |                                         |                                                            | Target Center, Minneapolis Zuschauer: 8.523 Schiedsrichter: Michael Price, Jeff Smith, Maj Forsberg |
| 21. August 2014 | Bericht | Punkte: Moore 26 Rebounds: Brunson, Whalen je 7 Assists: Whalen 11 |                                         | Punkte: Mc Bride 20 Rebounds: Adams 10 Assists: Robinson 6 | Target Center, Minneapolis Zuschauer: 8.523 Schiedsrichter: Michael Price, Jeff Smith, Maj Forsberg |
| 21. August 2014 | Bericht | 1:0                                                                |                                         |                                                            | Target Center, Minneapolis Zuschauer: 8.523 Schiedsrichter: Michael Price, Jeff Smith, Maj Forsberg |

| 23. August 2014 | Bericht | San Antonio Stars 89, Minnesota Lynx 94                   | San Antonio Stars 89, Minnesota Lynx 94 | San Antonio Stars 89, Minnesota Lynx 94               | AT&T Center, San Antonio Zuschauer: 7.085 Schiedsrichter: Kurt Walker, Amy Bonner, Daryl Humphrey |
| 23. August 2014 | Bericht | Punkte pro Viertel: 28–12, 16–28, 20–27, 25–27            |                                         |                                                       | AT&T Center, San Antonio Zuschauer: 7.085 Schiedsrichter: Kurt Walker, Amy Bonner, Daryl Humphrey |
| 23. August 2014 | Bericht | Punkte: Mc Bride 25 Rebounds: Appel 8 Assists: Robinson 6 |                                         | Punkte: Whalen 31 Rebounds: Moore 8 Assists: Moore 10 | AT&T Center, San Antonio Zuschauer: 7.085 Schiedsrichter: Kurt Walker, Amy Bonner, Daryl Humphrey |
| 23. August 2014 | Bericht | 0:2                                                       |                                         |                                                       | AT&T Center, San Antonio Zuschauer: 7.085 Schiedsrichter: Kurt Walker, Amy Bonner, Daryl Humphrey |

### Conference Semifinals

#### Eastern Conference

##### (2) Indiana Fever – (4) Chicago Sky
| 30. August 2014 | Bericht | Indiana Fever 77, Chicago Sky 70                            | Indiana Fever 77, Chicago Sky 70 | Indiana Fever 77, Chicago Sky 70                             | Bankers Life Fieldhouse, Indianapolis Zuschauer: 7.557 Schiedsrichter: Roy Gulbeyan, Denise Brooks, Maj Forsberg |
| 30. August 2014 | Bericht | Punkte pro Viertel: 21–18, 21–15, 18–15, 17–22              |                                  |                                                              | Bankers Life Fieldhouse, Indianapolis Zuschauer: 7.557 Schiedsrichter: Roy Gulbeyan, Denise Brooks, Maj Forsberg |
| 30. August 2014 | Bericht | Punkte: January 19 Rebounds: Larkins 8 Assists: Catchings 4 |                                  | Punkte: Fowles 20 Rebounds: Fowles 14 Assists: Vandersloot 4 | Bankers Life Fieldhouse, Indianapolis Zuschauer: 7.557 Schiedsrichter: Roy Gulbeyan, Denise Brooks, Maj Forsberg |
| 30. August 2014 | Bericht | 1:0                                                         |                                  |                                                              | Bankers Life Fieldhouse, Indianapolis Zuschauer: 7.557 Schiedsrichter: Roy Gulbeyan, Denise Brooks, Maj Forsberg |

| 1. September 2014 | Bericht | Chicago Sky 86, Indiana Fever 84                                    | Chicago Sky 86, Indiana Fever 84 | Chicago Sky 86, Indiana Fever 84                             | Allstate Arena, Chicago Zuschauer: 6.019 Schiedsrichter: Kurt Walker, Lauren Holtkamp, Cameron Inouye |
| 1. September 2014 | Bericht | Punkte pro Viertel: 16–18, 15–21, 17–13, 22–19                      |                                  |                                                              | Allstate Arena, Chicago Zuschauer: 6.019 Schiedsrichter: Kurt Walker, Lauren Holtkamp, Cameron Inouye |
| 1. September 2014 | Bericht | Punkte: Fowles 27 Rebounds: Young 9 Assists: drei Spielerinnen je 5 |                                  | Punkte: Zellous 20 Rebounds: Catchings 14 Assists: January 6 | Allstate Arena, Chicago Zuschauer: 6.019 Schiedsrichter: Kurt Walker, Lauren Holtkamp, Cameron Inouye |
| 1. September 2014 | Bericht | 1:1                                                                 |                                  |                                                              | Allstate Arena, Chicago Zuschauer: 6.019 Schiedsrichter: Kurt Walker, Lauren Holtkamp, Cameron Inouye |

| 3. September 2014 | Bericht | Indiana Fever 62, Chicago Sky 75                                         | Indiana Fever 62, Chicago Sky 75 | Indiana Fever 62, Chicago Sky 75                             | Bankers Life Fieldhouse, Indianapolis Zuschauer: 7.705 Schiedsrichter: Sue Blauch, Tom Mauer, Eric Brewton |
| 3. September 2014 | Bericht | Punkte pro Viertel: 11–15, 18–22, 16–15, 17–23                           |                                  |                                                              | Bankers Life Fieldhouse, Indianapolis Zuschauer: 7.705 Schiedsrichter: Sue Blauch, Tom Mauer, Eric Brewton |
| 3. September 2014 | Bericht | Punkte: Zellous 16 Rebounds: Larkins 11 Assists: Catchings, January je 3 |                                  | Punkte: Quigley 24 Rebounds: Fowles 7 Assists: Vandersloot 9 | Bankers Life Fieldhouse, Indianapolis Zuschauer: 7.705 Schiedsrichter: Sue Blauch, Tom Mauer, Eric Brewton |
| 3. September 2014 | Bericht | 1:2                                                                      |                                  |                                                              | Bankers Life Fieldhouse, Indianapolis Zuschauer: 7.705 Schiedsrichter: Sue Blauch, Tom Mauer, Eric Brewton |

#### Western Conference

##### (1) Phoenix Mercury – (2) Minnesota Lynx
| 29. August 2014 | Bericht | Phoenix Mercury 85, Minnesota Lynx 71                   | Phoenix Mercury 85, Minnesota Lynx 71 | Phoenix Mercury 85, Minnesota Lynx 71                              | US Airways Center, Phoenix Zuschauer: 10.376 Schiedsrichter: Sue Blauch, Michael Price, Tom Mauer |
| 29. August 2014 | Bericht | Punkte pro Viertel: 23–20, 19–11, 25–16, 18–24          |                                       |                                                                    | US Airways Center, Phoenix Zuschauer: 10.376 Schiedsrichter: Sue Blauch, Michael Price, Tom Mauer |
| 29. August 2014 | Bericht | Punkte: Griner 23 Rebounds: Taylor 13 Assists: Taylor 7 |                                       | Punkte: Whalen 25 Rebounds: Brunson 8 Assists: Moore, Brunson je 3 | US Airways Center, Phoenix Zuschauer: 10.376 Schiedsrichter: Sue Blauch, Michael Price, Tom Mauer |
| 29. August 2014 | Bericht | 1:0                                                     |                                       |                                                                    | US Airways Center, Phoenix Zuschauer: 10.376 Schiedsrichter: Sue Blauch, Michael Price, Tom Mauer |

| 31. August 2014 | Bericht | Minnesota Lynx 82, Phoenix Mercury 77                   | Minnesota Lynx 82, Phoenix Mercury 77 | Minnesota Lynx 82, Phoenix Mercury 77                    | Target Center, Minneapolis Zuschauer: 10.513 Schiedsrichter: Eric Brewton, Amy Bonner, Lamont Simpson |
| 31. August 2014 | Bericht | Punkte pro Viertel: 9–22, 27–22, 20–18, 26–15           |                                       |                                                          | Target Center, Minneapolis Zuschauer: 10.513 Schiedsrichter: Eric Brewton, Amy Bonner, Lamont Simpson |
| 31. August 2014 | Bericht | Punkte: Moore 32 Rebounds: Brunson 10 Assists: Whalen 7 |                                       | Punkte: Taurasi 23 Rebounds: Dupree 9 Assists: Taurasi 5 | Target Center, Minneapolis Zuschauer: 10.513 Schiedsrichter: Eric Brewton, Amy Bonner, Lamont Simpson |
| 31. August 2014 | Bericht | 1:1                                                     |                                       |                                                          | Target Center, Minneapolis Zuschauer: 10.513 Schiedsrichter: Eric Brewton, Amy Bonner, Lamont Simpson |

| 2. September 2014 | Bericht | Phoenix Mercury 96, Minnesota Lynx 78                    | Phoenix Mercury 96, Minnesota Lynx 78 | Phoenix Mercury 96, Minnesota Lynx 78                                | US Airways Center, Phoenix Zuschauer: 9.749 Schiedsrichter: Roy Gulbeyan, Michael Price, Denise Brooks |
| 2. September 2014 | Bericht | Punkte pro Viertel: 28–21, 22–21, 22–25, 24–11           |                                       |                                                                      | US Airways Center, Phoenix Zuschauer: 9.749 Schiedsrichter: Roy Gulbeyan, Michael Price, Denise Brooks |
| 2. September 2014 | Bericht | Punkte: Taurasi 31 Rebounds: Bonner 7 Assists: Taurasi 7 |                                       | Punkte: Augustus 21 Rebounds: Brunson, Whalen je 8 Assists: Whalen 6 | US Airways Center, Phoenix Zuschauer: 9.749 Schiedsrichter: Roy Gulbeyan, Michael Price, Denise Brooks |
| 2. September 2014 | Bericht | 2:1                                                      |                                       |                                                                      | US Airways Center, Phoenix Zuschauer: 9.749 Schiedsrichter: Roy Gulbeyan, Michael Price, Denise Brooks |

### WNBA Finals

#### (W1) Phoenix Mercury – (E4) Chicago Sky
| 7. September 2014 | Bericht | Phoenix Mercury 83, Chicago Sky 62                       | Phoenix Mercury 83, Chicago Sky 62 | Phoenix Mercury 83, Chicago Sky 62                           | US Airways Center, Phoenix Zuschauer: 13.263 Schiedsrichter: Roy Gulbeyan, Lamont Simpson, Amy Bonner |
| 7. September 2014 | Bericht | Punkte pro Viertel: 15–8, 27–12, 14–14, 27–28            |                                    |                                                              | US Airways Center, Phoenix Zuschauer: 13.263 Schiedsrichter: Roy Gulbeyan, Lamont Simpson, Amy Bonner |
| 7. September 2014 | Bericht | Punkte: Dupree 26 Rebounds: Griner 7 Assists: Taurasi 11 |                                    | Punkte: Fowles 19 Rebounds: Fowles 11 Assists: Vandersloot 5 | US Airways Center, Phoenix Zuschauer: 13.263 Schiedsrichter: Roy Gulbeyan, Lamont Simpson, Amy Bonner |
| 7. September 2014 | Bericht | 1:0                                                      |                                    |                                                              | US Airways Center, Phoenix Zuschauer: 13.263 Schiedsrichter: Roy Gulbeyan, Lamont Simpson, Amy Bonner |

| 9. September 2014 | Bericht | Phoenix Mercury 97, Chicago Sky 68                     | Phoenix Mercury 97, Chicago Sky 68 | Phoenix Mercury 97, Chicago Sky 68                               | US Airways Center, Phoenix Zuschauer: 13.348 Schiedsrichter: Sue Blauch, Kurt Walker, Eric Brewton |
| 9. September 2014 | Bericht | Punkte pro Viertel: 21–14, 30–32, 23–15, 23–17         |                                    |                                                                  | US Airways Center, Phoenix Zuschauer: 13.348 Schiedsrichter: Sue Blauch, Kurt Walker, Eric Brewton |
| 9. September 2014 | Bericht | Punkte: Griner 19 Rebounds: Taylor 8 Assists: Taylor 6 |                                    | Punkte: Delle Donne 22 Rebounds: Fowles 5 Assists: Vandersloot 4 | US Airways Center, Phoenix Zuschauer: 13.348 Schiedsrichter: Sue Blauch, Kurt Walker, Eric Brewton |
| 9. September 2014 | Bericht | 2:0                                                    |                                    |                                                                  | US Airways Center, Phoenix Zuschauer: 13.348 Schiedsrichter: Sue Blauch, Kurt Walker, Eric Brewton |

| 12. September 2014 | Bericht | Chicago Sky 82, Phoenix Mercury 87                                | Chicago Sky 82, Phoenix Mercury 87 | Chicago Sky 82, Phoenix Mercury 87                                 | UIC Pavilion, Chicago Zuschauer: 7.365 Schiedsrichter: Michael Price, Denise Brooks, Maj Forsberg |
| 12. September 2014 | Bericht | Punkte pro Viertel: 22–22, 21–23, 20–16, 19–26                    |                                    |                                                                    | UIC Pavilion, Chicago Zuschauer: 7.365 Schiedsrichter: Michael Price, Denise Brooks, Maj Forsberg |
| 12. September 2014 | Bericht | Punkte: Delle Donne 23 Rebounds: Fowles 8 Assists: Vandersloot 11 |                                    | Punkte: Dupree, Taurasi je 24 Rebounds: Bonner 9 Assists: Dupree 6 | UIC Pavilion, Chicago Zuschauer: 7.365 Schiedsrichter: Michael Price, Denise Brooks, Maj Forsberg |
| 12. September 2014 | Bericht | 0:3                                                               |                                    |                                                                    | UIC Pavilion, Chicago Zuschauer: 7.365 Schiedsrichter: Michael Price, Denise Brooks, Maj Forsberg |

#### WNBA Meistermannschaft
| WNBA-Meister Phoenix Mercury | Guards: Tiffany Bias, Shay Murphy, Erin Phillips, Diana Taurasi (Finals MVP), Anete Jēkabsone-Žogota Guard-Forwards: DeWanna Bonner, Penny Taylor Forwards: Mistie Bass, Candice Dupree Center: Brittney Griner, Ewelina Kobryn Cheftrainer: Sandy Brondello General Manager: Jason Rowley |

## Auszeichnungen
| Auszeichnung                            | Spielerin       | Mannschaft        | Bemerkung               |
| --------------------------------------- | --------------- | ----------------- | ----------------------- |
| WNBA Finals MVP Award                   | Diana Taurasi   | Phoenix Mercury   | –                       |
| WNBA Most Valuable Player Award         | Maya Moore      | Minnesota Lynx    | 371 Punkte              |
| WNBA Defensive Player of the Year Award | Brittney Griner | Phoenix Mercury   | 31 von 38 Stimmen       |
| WNBA Most Improved Player Award         | Skylar Diggins  | Tulsa Shock       | 29 von 38 Stimmen       |
| WNBA Peak Performer (Punkte)            | Maya Moore      | Minnesota Lynx    | 23,9 Punkte pro Spiel   |
| WNBA Peak Performer (Rebounds)          | Courtney Paris  | Tulsa Shock       | 10,2 Rebounds pro Spiel |
| WNBA Peak Performer (Assists)           | Diana Taurasi   | Phoenix Mercury   | 5,6 Assists pro Spiel   |
| WNBA Rookie of the Year Award           | Chiney Ogwumike | Connecticut Sun   | 23 von 38 Stimmen       |
| WNBA Sixth Woman of the Year Award      | Allie Quigley   | Chicago Sky       | 26 von 38 Stimmen       |
| Kim Perrot Sportsmanship Award          | Becky Hammon    | San Antonio Stars | 24 von 37 Stimmen       |
| WNBA Coach of the Year Award            | Sandy Brondello | Phoenix Mercury   | 33 von 38 Stimmen       |

### All-WNBA Teams
| All-WNBA First Team |                                |
| Guards:             | Diana Taurasi – Skylar Diggins |
| Forwards:           | Maya Moore – Candace Parker    |
| Center:             | Brittney Griner                |

| All-WNBA Second Team |                                                       |
| Guards:              | Lindsay Whalen – Danielle Robinson – Seimone Augustus |
| Forwards:            | Angel McCoughtry – Nneka Ogwumike                     |
| Center:              | Tina Charles                                          |

### All-Rookie Team
| All-Rookie Team |                                             |
| Guards:         | Odyssey Sims – Kayla McBride – Bria Hartley |
| Forwards:       | Chiney Ogwumike – Alyssa Thomas             |
| Center:         | -                                           |

### All-Defensive Team
| All-Defensive First Team |                                  |
| Guards:                  | Briann January – Tanisha Wright  |
| Forwards:                | Sancho Lyttle – Angel McCoughtry |
| Center:                  | Brittney Griner                  |

| All-Defensive Second Team |                                 |
| Guards:                   | Alana Beard – Danielle Robinson |
| Forwards:                 | Tamika Catchings – Maya Moore   |
| Center:                   | Sylvia Fowles                   |

## Saisonnotizen
- Vor Saisonbeginn benannten sich die San Antonio Silver Stars in San Antonio Stars um.
- Maya Moore erzielte in ihren ersten vier Saisonspielen jeweils mindestens 30 Punkte.[3]
- Die Phoenix Mercury gewannen eine Rekordzahl von 29 Spielen, darunter 16 in Folge, was die zweitlängste Siegesserie der WNBA-Geschichte darstellt.
- Brittney Griner stellte neue Bestmarken für die meisten Shotblocks in einer Partie (11) und in einer Saison (129) auf.[4]
- Mit den Chicago Sky zog erstmals eine Mannschaft in die Finalserie ein, die die Regular Season mit einer negativen Siegesbilanz abgeschlossen hatte. Zudem war es die erste Finalteilnahme für Chicago.